# Xiromero
Xiromero (Grieks: Ξηρόμερο) is sedert 2011 een fusiegemeente (dimos) in de Griekse bestuurlijke regio (periferia) West-Griekenland.
De drie deelgemeenten (dimotiki enotita) van de fusiegemeente zijn:
- Alyzia (Αλυζία)
- Astakos (Αστακός)
- Fyteies (Φυτείες)